# Margaret Gayen
Margaret Gayen (* 10. Juli 1994) ist eine australische Weitspringerin und Sprinterin.
2014 wurde sie bei den Commonwealth Games in Glasgow Sechste im Weitsprung und kam mit der australischen Mannschaft auf den fünften Platz in der 4-mal-100-Meter-Staffel. Beim Leichtathletik-Continentalcup in Marrakesch wurde sie Achte im Weitsprung.

## Persönliche Bestleistungen
- 100 m: 11,68 s, 3. Juni 2012, Brisbane
- Weitsprung: 6,62 m, 18. Januar 2014, Adelaide